# Rue de la Paix
Rue de la Paix (ulice Míru) je ulice v Paříži. Nachází se v 1. a 2. obvodu.

## Poloha
Ulice vede od křižovatky s ulicemi Rue des Capucines a Rue Danielle-Casanova na Place Vendôme a končí na Place de l'Opéra. Ulice je orientována od jihozápadu na severovýchod.

## Historie
Rozvoj čtvrti kolem Velkých bulvárů vedl k vytvoření ulic Rue de la Chaussée-d'Antin (1720) a Rue de Caumartin (1779). Dekret z 19. února 1806 předpokládal otevření Rue de la Paix pod názvem Rue Napoléon mezi Place Vendôme a Boulevardem des Capucines na místě kláštera klarisek-kapucínek, který byl zabaven za Velké francouzské revoluce a následně zbořen. Ulice byla dokončena za vlády Ludvíka Filipa. Po otevření Pařížské opery se v ulici začaly objevovat luxusní obchody. Slavný francouzský kuchař Marie-Antoine Carême (1784-1833) zde otevřel své první pekařství, které zde bylo do roku 1813. V domě č. 7 měl svůj krejčovský salon Charles Frederick Worth.